# Marioara Trașcă

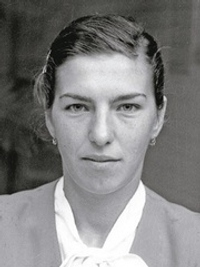
Marioara Trașcă in den 1980er-Jahren

Marioara Trașcă, ab 1989 Marioara Curelea, (* 29. Oktober 1962 in Bukarest) ist eine ehemalige rumänische Ruderin, die drei olympische Medaillen und neun Weltmeisterschaftsmedaillen gewann, darunter sechs Weltmeistertitel.

## Sportliche Karriere
Die 1,72 m große Marioara Trașcă belegte bei den Weltmeisterschaften 1983 den vierten Platz mit dem Doppelvierer. 1984 wechselte sie zum Riemenrudern. Bei den Olympischen Spielen 1984 gewann sie mit dem rumänischen Achter die Silbermedaille hinter dem US-Boot. Bei den Weltmeisterschaften 1985 gewann der sowjetische Achter vor dem DDR-Boot, beide Boote waren 1984 wegen des Olympiaboykotts nicht am Start. Die Rumäninnen gewannen 1985 Weltmeisterschaftsbronze vor dem US-Achter.
1986 wechselte Marioara Trașcă in den Vierer mit Steuerfrau und gewann bei den Weltmeisterschaften in Nottingham ihren ersten Weltmeistertitel. 1987 war Trașcă die einzige Ruderin im rumänischen Vierer aus dem Weltmeisterinnenboot des Vorjahres. Der neu zusammengesetzte Vierer gewann den Titel bei den Weltmeisterschaften 1987 in Kopenhagen. Alle Ruderinnen aus dem Vierer gehörten auch zum Achter, der in Kopenhagen ebenfalls den Titel gewann. Auch bei den Olympischen Spielen 1988 ruderte Trașcă in beiden Bootsklassen: Im Vierer siegte die DDR vor China, der rumänische Vierer gewann die Bronzemedaille; im Achter erhielten die Rumäninnen die Silbermedaille hinter dem Achter aus der DDR.
Nach ihrer Heirat trat sie ab 1989 als Marioara Curelea an. Bei den Weltmeisterschaften 1989 gewann sie zusammen mit Doina Bălan die Silbermedaille im Zweier mit Steuerfrau hinter dem Boot aus der DDR, mit dem rumänischen Achter gewann sie den Titel. Im Jahr darauf gewann sie bei den Weltmeisterschaften in Tasmanien ihren fünften und sechsten Weltmeistertitel im Vierer ohne Steuerfrau und im Achter. Auch bei den Weltmeisterschaften 1991 trat Curelea in zwei Bootsklassen an, mit dem Achter gewann sie die Bronzemedaille, im ungesteuerten Vierer belegte sie den sechsten Platz.